# Rosoxacine
La rosoxacine est une molécule antibiotique, de la classe des quinolones.

## Mode d'action
La rosoxacine inhibe l'ADN gyrase bactérienne.